# Araucarioxylon arizonicum
Araucarioxylon arizonicum é uma espécie extinta de coníferas. É um fóssil encontrado no estado do Arizona. A espécie é conhecida a partir de troncos de árvores enormes encontrados na Formação Chinle no deserto badlands no norte do Arizona e Novo México, com 378,51 quilômetros quadrados (93.530 hectares), chamda Parque Nacional da Floresta Petrificada. Lá, esses troncos são abundante e têm sido usados como materiais de construção.
No período Triássico (cerca de 250 a 200 milhões de anos), Arizona era uma extensão plana tropical no noroeste do supercontinente Pangeia. Lá, uma floresta cresceu em que as arizonicum se erguiam a 60 metros e tinham mais de 60 centímetros de diâmetro. Fósseis frequentemente mostram furos de insetos.
A madeira petrificada destas árvores é frequentemente chamadas de madeira do arco-íris por causa da grande variedade de cores que exibem alguns. O vermelho e amarelo são produzidos por grandes quantidades de partículas de óxido de ferro(II), o amarelo da limonita e o vermelho da hematita. A cor roxa vem do pó extremamente fino da hematita misturado com toda a matriz de quartzo, e não de manganês, como por vezes tem sido sugerido.
Em dezembro de 2008 o biólogo W.P. Armstrong expressou dúvidas sobre a validade do nome Araucarioxylon arizonicum.

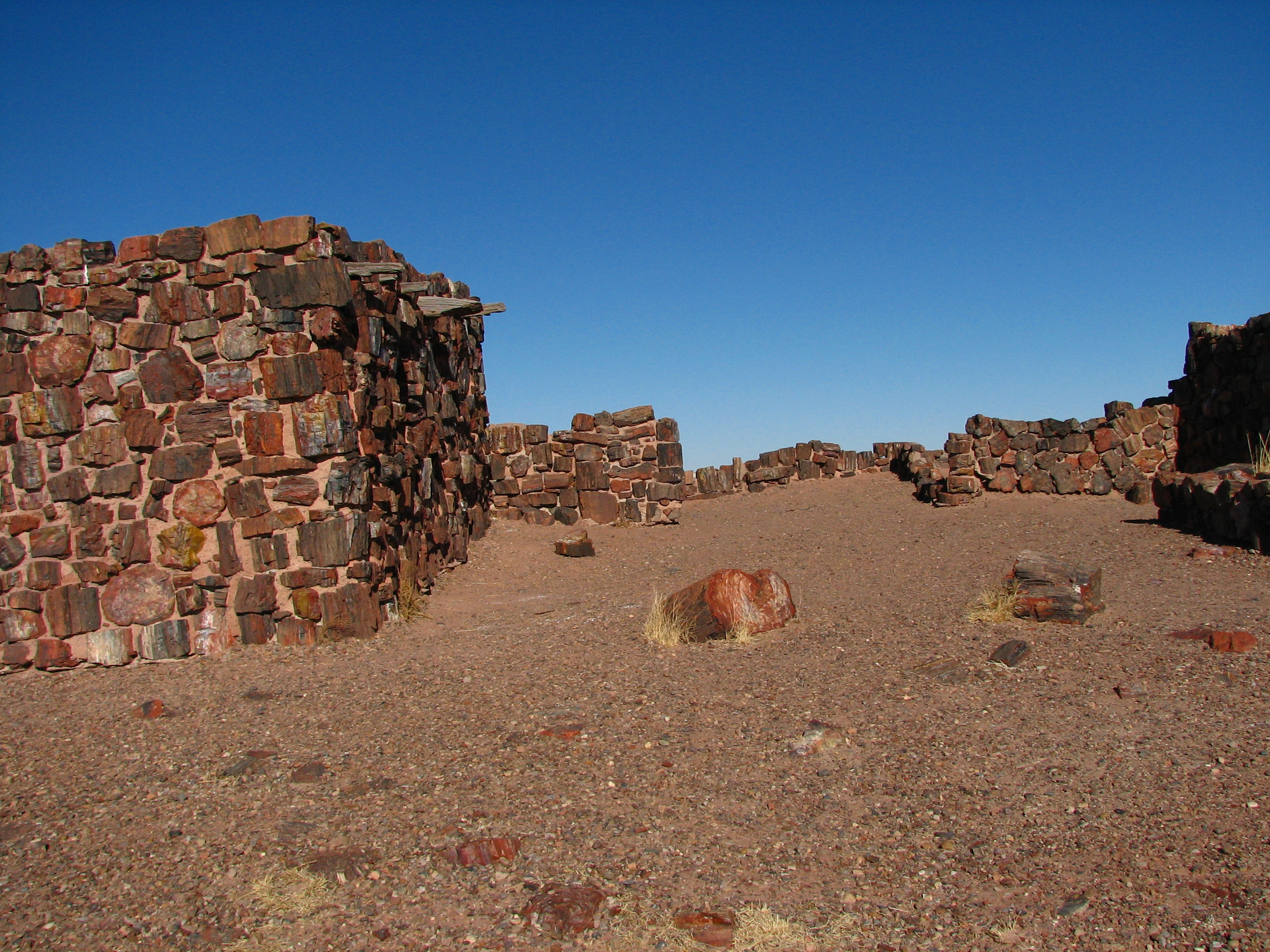
Construções com madeira petrificada